# Jorun Askersrud-Tangen
Jorun Askersrud-Tangen, geborene Askersrud (* 6. Mai 1929 in Lunner; † 12. Oktober 2012 in Lunner), war eine norwegische Skilangläuferin und Leichtathletin.

## Werdegang
Askersrud-Tangen, die für den IL i BUL aus Oslo startete, belegte im Skilanglauf bei den Olympischen Winterspielen 1952 in Oslo den 12. Platz über 10 km. Bei den Olympischen Sommerspielen 1952 in Helsinki schied sie im Vorlauf über 100 Meter mit einer Zeit von 13 Sekunden aus. Auch im 80-Meter-Hürdenlauf schied sie mit einer Zeit von 12,2 Sekunden im Vorlauf aus. Zwei Jahre später errang sie bei den Leichtathletik-Europameisterschaften in Bern im Fünfkampf den 15. Platz und schied im 80-Meter-Hürdenlauf mit einer Zeit von 11,9 Sekunden im Vorlauf aus. Bei den Leichtathletik-Europameisterschaften 1958 in Stockholm kam sie auf den 17. Platz im Fünfkampf. Im selben Jahr wurde sie bei den norwegischen Meisterschaften im Eisschnelllauf Zweite in der Kombination. Bei norwegischen Meisterschaften in der Leichtathletik siegte sie achtmal im Dreikampf (1952, 1954–1960), jeweils neunmal im Fünfkampf und im 80-Meter-Hürdenlauf (1951, 1953–1960), viermal im Weitsprung (1951, 1954, 1957, 1958), jeweils zweimal über 60 Meter (1951, 1954), 100 Meter (1950, 1951), 200 Meter (1950, 1951) und 400 Meter (1959, 1960) und einmal im Kugelstoßen (1959).